# Ozaly
Ozaly (horvátul: Ozalj) község és város Horvátországban Károlyváros megyében. A községhez összesen 98 település tartozik: Badovinci, 
Belinsko Selo, 
Belošići, 
Boševci, 
Brašljevica, 
Bratovanci, 
Brezje Vivodinsko, 
Breznik, 
Brezovica Žumberačka, 
Budim Vivodinski, 
Bulići, 
Cerje Vivodinsko, 
Cvetišće, 
Dančulovići, 
Dojutrovica, 
Doljani Žumberački, 
Donji Lović, 
Donji Oštri Vrh Ozaljski, 
Dragoševci, 
Dučići, 
Durlinci, 
Dvorišće Ozaljsko, 
Dvorišće Vivodinsko, 
Ferenci, 
Fratrovci Ozaljski, 
Furjanići, 
Galezova Draga, 
Galin, 
Goleši Žumberački, 
Goli Vrh Ozaljski, 
Gorniki Vivodinski, 
Gornje Pokupje, 
Gornji Lović, 
Gornji Oštri Vrh Ozaljski, 
Goršćaki Ozaljski, 
Grandić Breg, 
Grdun, 
Gudalji, 
Hodinci, 
Hrastovica Vivodinska, 
Ilovac, 
Jaškovo, 
Kamenci, 
Kašt, Keseri, 
Kuljaji, 
Kunčani, 
Levkušje, 
Liješće, 
Lović Prekriški, 
Lukšići Ozaljski, 
Lukunić Draga, 
Mali Erjavec, 
Malinci, 
Novaki Ozaljski, 
Obrež Vivodinski, 
Pećarići, 
Petruš Vrh, 
Pilatovci, 
Podbrežje, 
Podgraj, 
Police Pirišće, 
Polje Ozaljsko, 
Popovići Žumberački, 
Požun, 
Radatovići, 
Radina Vas, 
Rajakovići, 
Rujevo, 
Sekulići, 
Slapno, 
Soldatići, 
Sršići, 
Stojavnica, 
Svetice, 
Svetičko Hrašće, 
Šiljki, 
Škaljevica, 
Tomašnica, 
Trešćerovac, 
Trg, 
Varaštovac, 
Veliki Erjavec, 
Vini Vrh, 
Vivodina, 
Vrbanska Draga, 
Vrhovac, 
Vrhovački Sopot, 
Vrškovac, 
Vuketić, 
Vuksani, 
Zajačko Selo, 
Zaluka, 
Zorkovac, 
Zorkovac na Kupi és 
Zorkovac Vivodinski.

## Fekvése
Károlyvárostól 18 km-re északra a Kulpa bal partján fekszik.

## Története

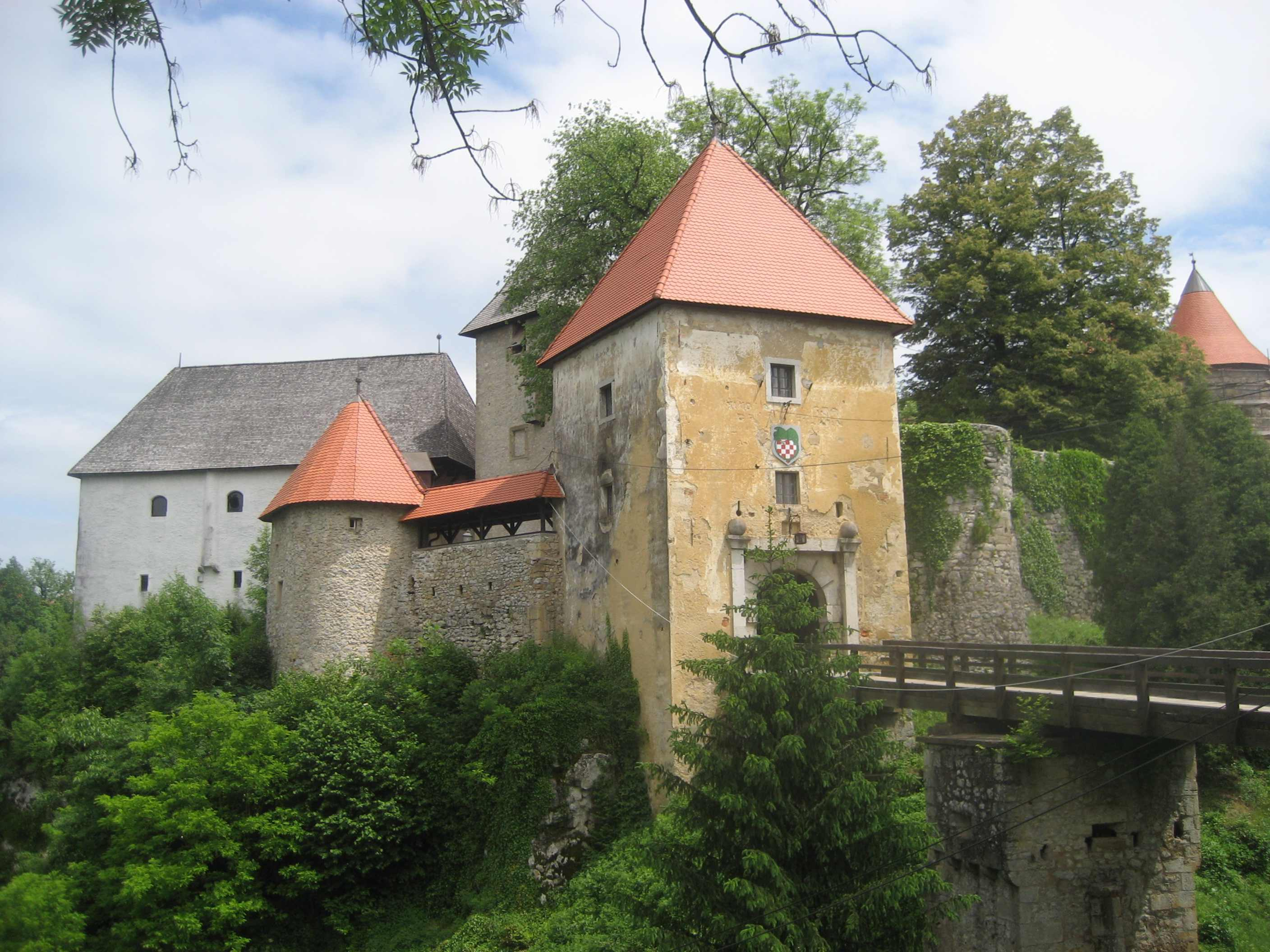
A vár a Kulpa felől

Kedvező földrajzi fekvésének köszönhetően a Kulpa bal partján emelkedő sziklán már a történelem előtti időben is emberi település volt. A sziklába vájt üregek máig a legősibb feltárt emberi lakhelyei az ország eme részének. A vár északi udvarában egy kis méretű kora román templom maradványa is előkerült, mely szintén egyike a pannon térség legősibb egyházi építményeinek. A régészeti leletek arra utalnak, hogy ez a hely a történelem előtti időktől fogva a római korban, majd a kora középkorban a település első említéséig is folyamatosan lakott volt. Ozaly települést 1244-ben már szabad királyi városként említik először. A Kulpa bal partján emelkedő sziklán álló várat 1278-tól említik a Babonicsok birtokaként. 1327-ben lázadó birtokosaitól a király elvette és a szlavón bán igazgatása alá rendelte. Zsigmond 1398-ban 42 ezer forintért gróf Frangepán Miklósnak adta, majd rokoni kapcsolat révén 1550-től a Zrínyieké lett, akik 1671-ig, gróf Zrínyi Péter kivégzéséig birtokolták. A vármúzeumban látható az a kard, amellyel Zrínyi Pétert és Frangepán Ferencet Bécsújhelyen lefejezték. Ekkor a várat könyörtelenül kifosztották. 
Zrínyi Miklós, a szigetvári hős palotát építtetett a várban, mely 1556-ban lett készen. Erre emlékeztet az épület emeleti részén látható 'NICO COM ZR 1556' (Nicolaus comes Zriniensis 1556) felirat. Zrínyi Ádám halála után az udvari kamara a várat és birtokait a Petazzyaknak adta el. 1725-ben Rajmund Perlas, majd 1766-ban Batthyány Tódor vásárolta meg, akik a várat teljesen átépítették. Az épületegyüttes ekkor nyerte el mai barokk formáját. Utolsó magántulajdonosa a német Thurn und Taxis család volt, akik 1872-ben vásárolták meg. Albert herceg 1928-ban a Horvát Sárkányrendnek adományozta, mely máig a vár tulajdonosa. 
Az ozalyi oktatás kezdetei 1856-ra nyúlnak vissza, ekkor építették fel Trg faluban az első iskolaépületet. Magának Ozalynak egészen 1875-ig nem volt iskolája, az itteni gyerekek is Trgre jártak tanulni. 1875-ben Turn und Taxis herceg a vár öt helyiségét átengedte iskolatermek céljára. 1910-ben az iskolának már 182 tanulója volt. Az iskola 1931-ben költözött ki a vár ódon falai közül először egy magánterületre, majd 1938-ban elkezdődött az új iskola építése, mely végül 1940-ben került tető alá. 1941-ben meg is indulhatott a tanítás, azonban a háború során az épület súlyos károkat szenvedett. 1943-ban német és olasz csapatokat szállásoltak itt el, aki megsemmisítették az iskola néprajzi gyűjteményét, naplóit és dokumentumait. A tanítás csak 1948-ban indulhatott meg újra. 1968-ban az iskola a neves helyi festőművész, Slava Raškaj nevét vette fel. A mai iskola épületet 1974-ben építették. 
A településnek 1910-ben 145 lakosa volt, a községben 4313 lakosból 11 német, 4263 horvát volt. Ebből 4294 római katolikus, 5 görögkatolikus, 12 izraelita volt. A trianoni békeszerződésig Zágráb vármegye Jaskai járásához tartozott. 2011-ben a városnak 1194, a községnek összesen 6837 lakosa volt.

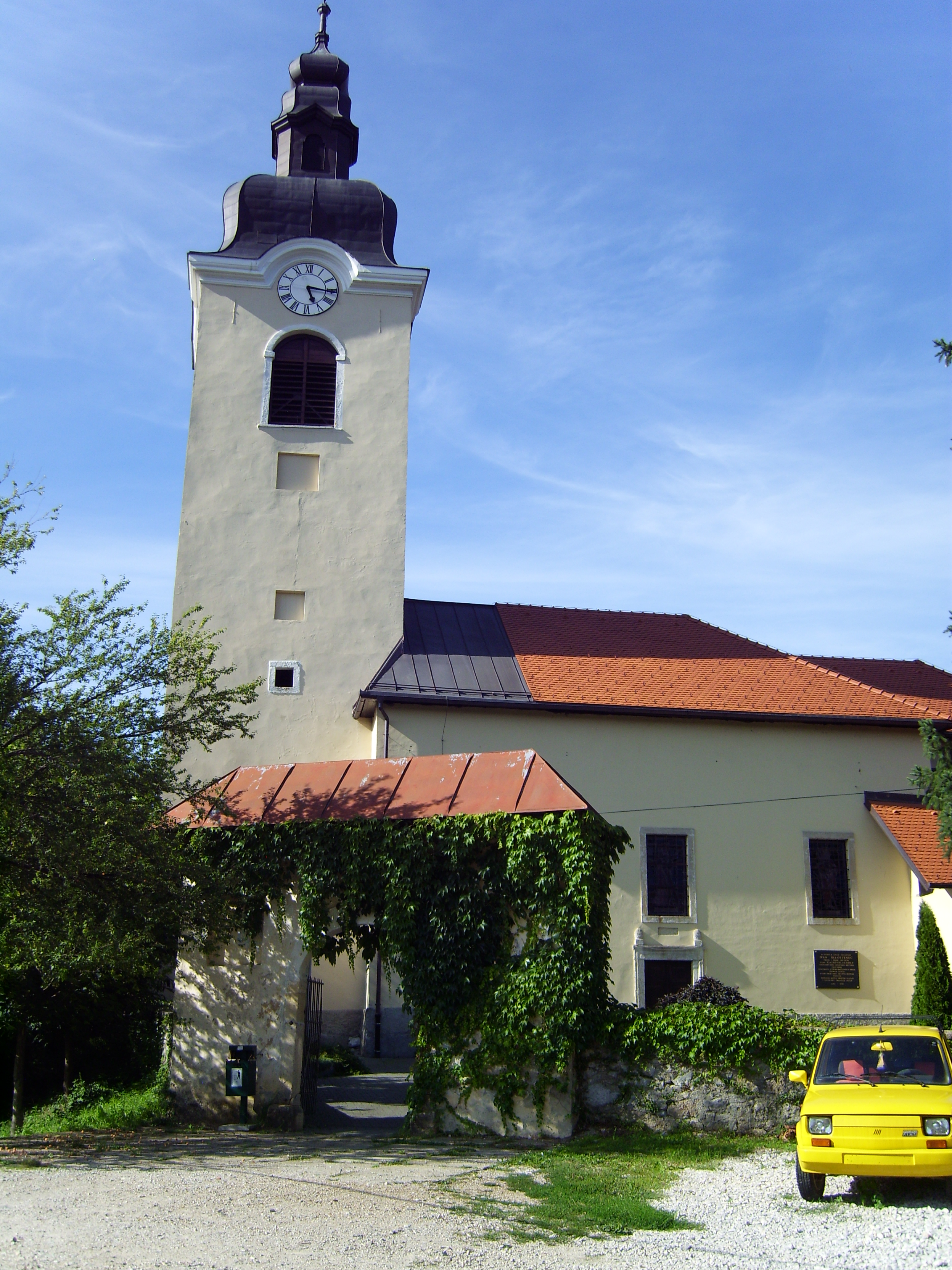
A Szent Vid plébániatemplom

## Nevezetességei
- Ozaly vára[2] a Kulpa bal partján emelkedő sziklán áll. Az egykori várpalota alatti vasúti alagútban halad el a Kulpa menti vasútvonal. A várban ma a városi múzeum működik gazdag régészeti, kultúrtörténeti és néprajzi gyűjteménnyel. A vár egy részét már teljesen felújították, de jelenleg is folynak a munkálatok. Emiatt a múzeum időnként zárva tart. A vár előtt kisebb parkoló is található. Innen a várárkot átívelő, a 19. századig mozgatható felvonóhídon jutunk a vár belsejébe. A főbejárat kaputornya 1599-ben épült, erről tanúskodik a lábazat jobb szegletében látható felirat. A falakat öt félköríves torony erősítette. Az udvari részen látható az egykori tulajdonos Frangepánok oroszlános címere. Jó állapotban maradt fenn a Zrínyi Miklós által 1556-ban építtetett két szintes várpalota, melynek belső falait értékes freskók díszítik korabeli glagolita és latin betűs feliratokkal. A palotát később magtárként használták, így ma is magtárnak nevezik. A gótikus Szent Antal-kápolna épülete a vár szerkezetétől teljesen elkülönülve áll, de bizonyos, hogy egykor nem egymagában állt. A kápolna gótikus ajtófélfái és gótikus ablakai megmaradtak, de az épület egyébként romosan áll. A kápolna mellett a vár udvari homlokzatán még látszanak az egykori épületek gótikus íveinek maradványai.
- Szent Vid tiszteletére szentelt plébániatemplomát[3] már 1349-ben említik, mai formájában barokk stílusú. A templom Ozalj óvárosával szemben egy dombon található. Mai formáját 1752-ben nyerte el, amikor Ozalj akkori birtokosai, Perlas gróf és Juraj Hormayer orvos támogatásával újjáépítették. A templom egyhajós épület, négyszögletes hajóval, elliptikus záródású, négyzet alaprajzú szentéllyel, a szentélytől délre található sekrestyével és a hajótól északra található kápolnával. A harangtorony a főhomlokzat előtt áll. Egyszerű külső kialakítással és gazdagabb belsővel rendelkezik, amelyből kiemelkedik a korai a barokk berendezés, valamint a klasszikusan kialakított orgona. Orgonája Heferer zágrábi műhelyében készült.
- A vízierőmű „kőpalotája” 1908-ban épült. Az ország egyik első vízierőműve. Az erőmű a Turn und Taxis hercegek malmának helyén épült 1908-ban I. Banjavčić polgármester kezdeményezésére, Károlyváros városának első vízerőműveként V. Reizner tervei szerint.[4]
- A Kulpa-völgyben található Etnopark (falumúzeum) hat hagyományos épületből áll, amelyeket a környékről telepítettek ide. Az épületek jellemző példái az ozalyi régió népi építészetének, egyúttal bemutatják a vidéki lakosság életmódját és a falusi gazdaságok életét. Lakó- és gazdasági épületeket tölgy deszkákból építették, melyeket horvát módon kapcsoltak össze, tetejüket pedig rozsszalmával borították. Füves telkeken állnak, amelyeket sövények vesznek körül. A hagyományos arculatot fűzfák egészítik ki.[5]
- Védett épület az erdészet épülete.[6] Az alagsorral rendelkező családi ház Ozaly várának közelében található. Téglalap alaprajzú épület, a keskenyebb oldalhomlokzatokon előszobával és terasszal. Az épületet az 1930-as években Schlicht erdész építtette az erdészet részére, a lebontott "Podgrajski dvor" helyére, ahol Slava Raškaj festő született. Feltételezik, hogy az épület N. Marić építész tervei alapján épült. Jelentős értékű az épület belseje, melynek faelemei eredeti formájukban és funkciójukban vannak megőrizve, egy felismerhető tervkoncepció részét képezik, ezért az épület Károlyváros környéke a két világháború közötti építészetének ritka példája.

## Híres emberek
- Itt született 1643-ban Zrínyi Ilona, Thököly Imre fejedelem felesége, II. Rákóczi Ferenc anyja, Munkács várának védője.